# Rare & Unreleased Recordings from the Golden Reign of the Queen of Soul
Rare & Unreleased Recordings from the Golden Reign of the Queen of Soul è una raccolta di successi registrati dal 1966 al 1973 della cantante Aretha Franklin.

## Tracce
Disco 1
1. I Never Loved A Man (The Way I Love You) (Demo)
2. Dr. Feelgood (Demo)
3. Sweet Bitter Love (Demo)
4. It Was You
5. The Letter
6. So Soon
7. Mr. Big
8. Talk To Me, Talk To Me
9. The Fool on the Hill
10. Pledging My Love/ The Clock
11. You're Taking Up Another Man's Place
12. You Keep Me Hangin' On
13. I'm Trying To Overcome
14. My Way
15. My Cup Runneth Over
16. You're All I Need To Get By (Take One)
17. You're All I Need To Get By (Take Two)
18. Lean On Me

Disco 2
1. Rock Steady (Alternate Mix)
2. I Need A Strong Man (The To-To Song)
3. Heavenly Father
4. Sweetest Smile and the Funkiest Style
5. This Is
6. Tree of Life
7. Do You Know
8. Can You Love Again
9. I Want To Be With You
10. Suzanne
11. Ain't But The One (con Ray Charles)
12. The Happy Blues
13. At Last
14. Love Letters
15. I'm In Love (Alternate Vocal)
16. Are You Leaving Me (Demo)